# 沃爾霍爾卡河
沃爾霍爾卡河（烏克蘭語：Ворголка）是烏克蘭東北部的河流，屬於克列文河的右支流。該河發源自圖利霍洛韋和亞羅斯拉韋齊之間，流經蘇梅州的科諾托普區，河道全長18公里。